# Xique-Xique
Xique-Xique és un municipi brasiler de l'estat de Bahia, és localitza la riba dreta del riu São Francisco, a 402 metres al nivell del mar. La seva població s'estima en 46.523 habitants d'acord amb el IBGE en 2020. El municipi mesura 5.079,662 km².
El nóm del municipi s'refereix a una espècie de cactus Pilosocereus polygonus, que és conegut en el Brasil amb a xique-xique, que és molt comú en aquesta regió.
El municipi fou creat en 1832, desmembrat de Jacobina i es va convertir en ciutat el 1928.

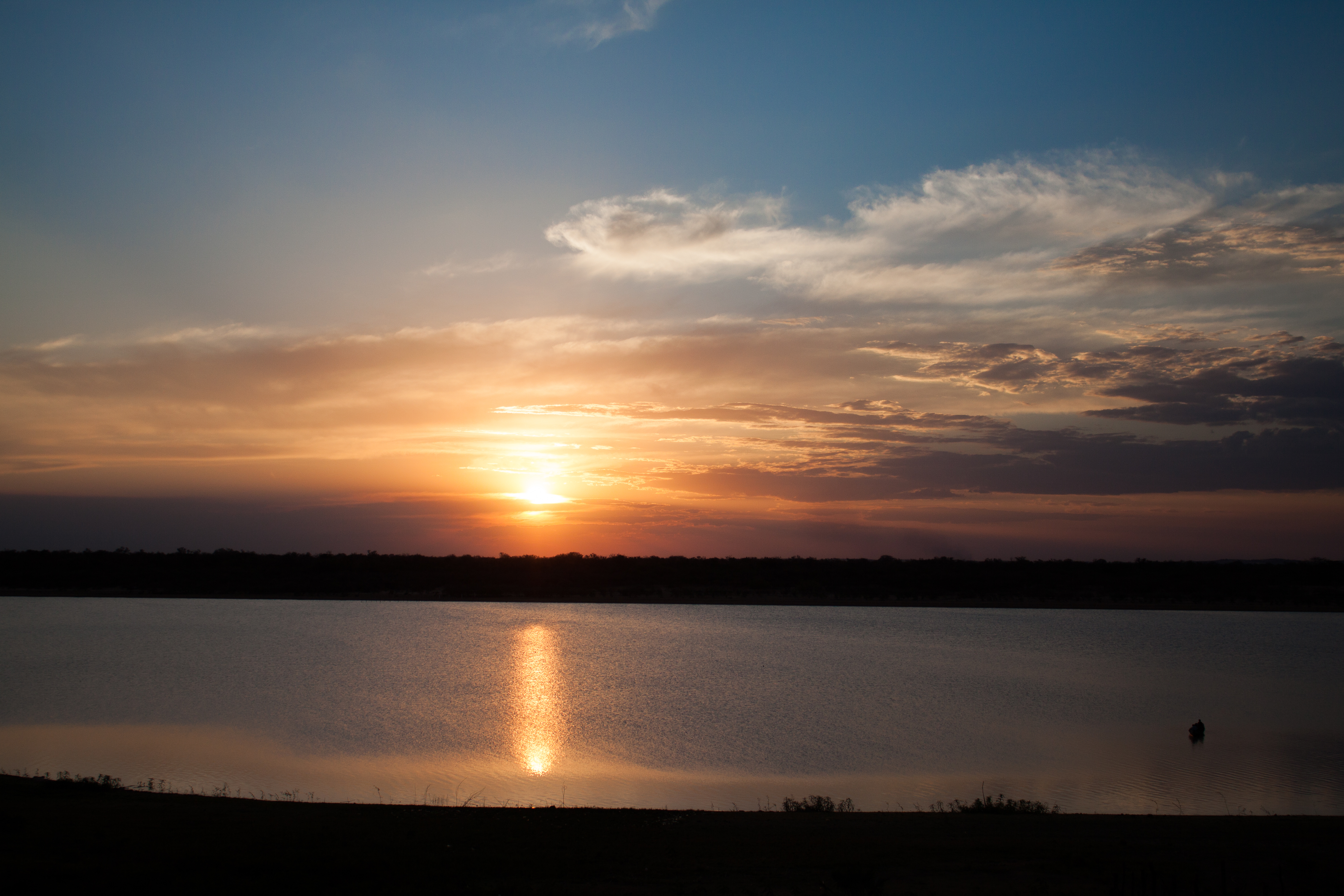
Riu São Francisco en Xique-Xique.